# Judô nos Jogos Pan-Americanos
Judô é uma modalidade de artes marciais praticada nos Jogos Pan-Americanos desde a edição de 1963.

## Categorias
O judô é dividido por categorias de forma a dividir de forma adequada a disputa.

### Masculino
- -60 kg
- -66 kg
- --48 kg
- -52 kg
- -57 kg
- -63 kg
- -70 kg
- -78 kg
- +78 kg

## Medalhas
São concedidas a medalha de ouro para o primeiro colocado, a medalha de prata para o segundo colocado e a medalha de bronze para os dois judocas derrotados na etapa semifinal.